# Jean Luchaire
Jean Louis Gabriel Luchaire (* 21. Juli 1901 in Siena, Italien; † 22. Februar 1946 im Fort Châtillon bei Paris) war ein französischer Journalist und Zeitungsverleger. Während der deutschen Besetzung Frankreichs spielte er eine bedeutende Rolle in der Medienpolitik der Kollaboration. Er gründete die Corporation de la presse française, deren Vorsitzender er war.

## Leben
Jean Luchaire war der Sohn des Romanisten und Schriftstellers Julien Luchaire und dessen erster Frau Fernande Dauriac, einer Verlegerin. Seine Schwester Marguerite (* 1904) heiratete 1933 den Psychoanalytiker Théodore Fraenkel. Sein Pate war Horace Finaly, später Generaldirektor der Banque de Paris et des Pays-Bas.
1920 heiratete er Françoise Besnard (1903–1998), mit der er fünf Kinder hatte, darunter die Schauspielerin Corinne (1921–1950) und die Filmschauspielerin Florence (1926–1982). Er hatte zahlreiche Liebschaften, unter anderem mit Schauspielerinnen wie Marie Bell, Mireille Balin, Yvette Lebon und Maud de Belleroche.

### Frühe Jahre
Jean Luchaire lebte von 1908 bis nach dem Ersten Weltkrieg in Italien, wo er in Florenz in kosmopolitischen Kreisen in Gesellschaft von Persönlichkeiten wie André Gide und Valery Larbaud verkehrte. Nach dem Aufstieg des Faschismus in Italien setzte er sich in Frankreich journalistisch für eine Annäherung zwischen Frankreich und Deutschland ein, da er den Versailler Vertrag als ungerecht für die deutsche Seite empfand. Er unterstützte die Außenpolitik von Aristide Briand und sprach sich 1932 für Léon Blum aus. 1927 gründete er die Zeitung Notre temps, die einen linken, gemäßigten Pazifismus vertrat.
1930 machte er die Bekanntschaft von Otto Abetz und schloss mit ihm eine Freundschaft, die bis an sein Lebensende dauern sollte. Infolgedessen nahmen Mitarbeiter von Notre temps an den Sohlberg-Treffen mit Abetz im Schwarzwald (Sommer 1930) sowie an einer Zusammenkunft in Rethel in den französischen Ardennen (August 1931) und in Mainz (März 1932) teil. Auch nach der nationalsozialistischen Machtergreifung im Januar 1933 war Luchaire immer noch davon überzeugt, dass eine friedliche Annäherung zwischen beiden Ländern oberstes Ziel sein müsse. Am 26. März 1933 schrieb er in seiner Zeitung: „Stresemann war sympathischer als Hitler, aber Hitler ist Deutschland.“

### Kollaboration im Zweiten Weltkrieg
Die Niederlage Frankreichs 1940 verstärkte noch die Zusammenarbeit zwischen Luchaire und Abetz, der inzwischen Botschafter des Dritten Reichs in Paris geworden war. Im November 1940 gründete Luchaire die Zeitung Les Nouveaux Temps („Die neuen Zeiten“) und arbeitete mit dem Vichy-Regime eng zusammen. Er nahm nun eine maßgebliche Stellung in der Pariser Presse ein und kontrollierte finanziell und ideologisch sämtliche Presseerzeugnisse der Hauptstadt. Im 1941 erschienenen Buch Les Anglais et nous vertrat er stark anglophobe Ansichten.
Zwei Tage nach der Ermordung des Résistance-Mitglieds Georges Mandel im Juli 1944 unterzeichnete er mit anderen Kollaborateuren eine Erklärung an Pétain, die gegen Pierre Laval gerichtet war, der angesichts der alliierten Offensive in der Normandie als zu unentschlossen dargestellt wurde.
Einige Tage vor der Befreiung von Paris im August 1944 flüchtete er zusammen mit Marcel Déat und Fernand de Brinon nach Sigmaringen, wohin Pétain auf deutschen Befehl verbracht worden war. In Sigmaringen amtierte Luchaire als Informationskommissar der Exilregierung des Vichy-Regimes und war zudem Direktor der kurzlebigen Zeitung La France sowie eines täglichen Rundfunkprogramms unter dem Namen Ici la France, für das der Schauspieler Robert Le Vigan als Sprecher arbeitete.
Nach dem Sturz der Exilregierung im April 1945 und der Niederlage Deutschlands ersuchte er erfolglos um politisches Asyl in Liechtenstein und der Schweiz für sich, seine Familie und für Marcel Déat. Mitte Mai 1945 wurde er in Meran von den Amerikanern aufgegriffen und an Frankreich überstellt, wo er die Untersuchungshaft in Paris im Gefängnis Fresnes verbrachte. Nach einem Prozess im Januar 1946 wurde er vom Obersten Gericht Frankreichs, trotz einer günstigen Zeugenaussage von Abetz, wegen Kollaboration mit dem Feind zum Tode verurteilt und am 22. Februar 1946 im Fort Châtillon bei Paris hingerichtet.
Simone Signoret beschreibt Luchaire in einem Gespräch mit seiner Tochter Corinne als „weichlich, schwach, korrupt, schön und großzügig“.

## Schriften
- Les Rapports franco-italiens et la question yougoslave. Vita latina, Ligue latine de la jeunesse, Florenz 1919.
- Problèmes du jour. A. Delpeuch, Paris 1924.
- Un plan de liquidation financière de la guerre. L’Évacuation rhénane par le règlement des réparations et des dettes interalliées. Paris [?] 1928.
- Une génération réaliste. Valois, Bibliothèque syndicaliste, Paris 1929.
- Les Anglais et nous. L’Action britannique contre la France jusqu’au 13 décembre 1940. Éditions du Livre moderne, Paris 1941.
- Partage du pouvoir, patrons et salariés. Éditions Balzac, Paris 1943.
- De l’Union fédérale européenne à la réforme de l’État français. 86 rue Claude-Bernard, Paris, ohne Datum.